# 相模原市立小山中学校
相模原市立小山中学校（さがみはらしりつ おやまちゅうがっこう）は、神奈川県相模原市中央区小山四丁目にある市立中学校。

## 概要
- 創立	昭和58年4月1日
  - 開校記念日　5月1日
- 敷地面積	21,000平方メートル
  - 建物　10,444平方メートル
  - 運動場　10,556平方メートル
- 保有教室
  - 普通教室(23)
  - 理科室(2)
  - 音楽室(2)
  - 美術室(1)
  - 技術科室(2)
  - 家庭科室(2)
  - 図書室(1)
  - コンピュータ室(1)
  - LC(1)
  - 教育相談室(1)
  - ラーニングスペース(1)
  - 学習室(1)

## 学校行事
- 4月 入学式
- 5月
- 6月
- 7月 終業式
- 8月 夏季休業
- 9月 創光祭体育部門
- 10月 創光祭舞台部門
- 11月
- 12月 終業式
- 1月 始業式
- 2月
- 3月 卒業式

## 沿革
- 1983年（昭和58年）
  - 4月1日 - 開校。
  - 4月6日 - 開校式と第1回入学式挙行。最初の新入生は、男子128名・女子143名の計271名。
  - 5月1日 - 第1回開校記念日。
  - 7月1日 - 校章制定。
  - 9月9日 - 校旗制定。
  - 9月10日 - PTA設立及び第1回定期総会開催。
  - 10月8日 - 創立記念第1回創光祭（舞台部門8日、体育部門10日）開催。
  - 12月19日 - 第1回生徒総会（生徒会発足）。
- 1985年（昭和60年）9月28日 - 校歌制定記念発表会開催。
- 1988年（昭和63年）11月19日 - 校歌碑建立。
- 1991年（平成3年）3月6日 - 格技場「創光館」落成式挙行。
- 1992年（平成4年）11月14日 - 創立10周年記念行事。
- 2002年（平成14年）11月9日 - 創立20周年記念行事。
- 2006年（平成18年）4月5日 - 支援学級（そよかぜ級）設置。
- 2011年（平成23年）10月31日 - 給食配膳室新設。
- 2012年（平成24年）11月23日 - 創立30周年記念行事。

## 生徒会活動・部活動など

### 委員会活動
・情報委員
・環境委員
・生活福祉委員
・創光祭舞台部門実行委員
・創光祭体育部門実行委員
・選挙管理委員会

### 運動部
- 野球部
- サッカー部
- ソフトテニス部
- ソフトボール部
- 陸上競技部
- バレーボール部
- バスケットボール部
- 卓球部
- 剣道部

### 文化部
- 吹奏楽部
- 演劇部
- 美術部
- 創造文化部
- コンピューター部

## 通学区域
- 相模原市中央区[2]
  - 小山1丁目
  - 小山2丁目
  - 小山3丁目
  - 小山4丁目
  - 小山3429番
  - 上矢部1丁目17番1号・2号
  - 向陽町
  - 相模原1丁目
  - すすきの町
  - 清新4丁目
  - 清新5丁目23番～26番
  - 氷川町
  - 南橋本1丁目
  - 南橋本2丁目
  - 南橋本3丁目
  - 宮下1丁目
  - 宮下2丁目
  - 宮下3丁目
  - 宮下本町1丁目
  - 宮下本町2丁目
  - 宮下本町3丁目

## 進学前小学校
- 相模原市中央区
  - 相模原市立小山小学校
  - 相模原市立向陽小学校（相模原4丁目のみ相模原市立中央中学校の学区）

## 交通アクセス
- 橋本駅（JR横浜線・相模線/京王相模原線）、相模原駅（JR横浜線）より神奈川中央交通バスに乗車、橋55系統で「東橋本一丁目」バス停より徒歩7分。
- 南橋本駅（JR相模線）より徒歩13分。

## 学校周辺
- 相模原市立小山小学校 - 敷地が隣接（南側）。また、主な進学前小学校でもある。
- 小山公園スポーツ広場 - 敷地が隣接（北側）
  - グラウンド
- 小原公園
- セブンイレブン相模原小山3丁目店
- JR相模線 - ただし、駅は付近には無い。
  - JR相模線は、学校付近で中央区と緑区との区境線となっている。
- JR横浜線 - 相模線同様、学校付近に駅は無い。
- 国道16号
- コーナン相模原小山モール
- 華屋与兵衛相模原小山店

## 主な卒業生
- 吉沢恋（令和6年度卒業・パリオリンピックスケートボード女子ストリート金メダリスト[3][4]）